# Rocheservière
Rocheservière ist eine französische Gemeinde mit 3.571 Einwohnern (Stand: 1. Januar 2022) im Département Vendée in der Region Pays de la Loire. Die Gemeinde gehört zum Arrondissement La Roche-sur-Yon und zum Kanton Aizenay. Die Einwohner werden Cervièrois und Cervièroises genannt.
Es besteht seit 1998 eine Jumelage mit Gilserberg in Hessen.

## Geografie
Rocheservière befindet sich im nördlichen Teil des Départements an der Grenze zum benachbarten Département Loire-Atlantique, etwa 31 Kilometer nordnordwestlich von La Roche-sur-Yon und etwa 33 Kilometer südlich von Nantes in der Région naturelle Bocage vendéen. Der Fluss Boulogne durchquert das Gemeindegebiet. Die Gemeinde gehört zum Weinbaugebiet Gros Plant du Pays Nantais, auf dem der Muscadet produziert wird.
Umgeben wird Rocheservière von den Nachbargemeinden Saint-Philbert-de-Bouaine im Norden, Vieillevigne (Loire-Atlantique) im Osten und Nordosten, Montréverd im Südosten, Les Lucs-sur-Boulogne im Süden, Legé (Loire-Atlantique) im Südwesten sowie Corcoué-sur-Logne (Loire-Atlantique) im Westen und Nordwesten.
Durch die Gemeinde führen die früheren Route nationale 137bis und 753.

## Bevölkerungsentwicklung
| 1962                       | 1968 | 1975 | 1982 | 1990 | 1999 | 2006 | 2013 | 2020 |
| -------------------------- | ---- | ---- | ---- | ---- | ---- | ---- | ---- | ---- |
| 1638                       | 1774 | 1948 | 2182 | 2245 | 2241 | 2691 | 3065 | 3467 |
| Quellen: Cassini und INSEE |      |      |      |      |      |      |      |      |

## Sehenswürdigkeiten
- Die Brücke über die Boulogne, datiert möglicherweise aus der gallorömischen Zeit, wurde zumindest aber vor dem 10. Jahrhundert errichtet. Sie ist seit 1984 als Monument historique eingeschrieben. Sie war lange Zeit die einzige Passage über die Boulogne, zumindest im Gebiet von Rocheservière. Sie besteht aus vier romanischen halbkreisförmigen Bögen, ein Stil vor dem 12. Jahrhundert. Der fünfte Bogen auf der Mühlenseite ist im gotischen Stil spitzbogenförmig gehalten und wurde nach der Französischen Revolution in dieser Form restauriert. Nach den Ereignissen der Revolution und den Kriegen in der Vendée wurde sie während der Kämpfe vom 16. und 17. Juli 1794 teilweise zerstört, nachdem die Stadt bereits im September 1793 in die Hände republikanischer Soldaten gefallen war.
- Ruinen der Burg Rocheservière aus dem 13. Jahrhundert, im 17. Jahrhundert von den Seigneurs aufgegeben. Im Jahr 1799 ließ Herr Grelier du Fougeroux, damals an der Spitze der Chouannerie des Landes, die Burg abreißen, die nicht mehr als eine durch zahlreiche Kriege beschädigte Ruine war, um zu verhindern, dass sie als Rückzugs- oder Rückzugsort Zufluchtsort für republikanische Truppen diente.
- Schloss La Touche aus dem 19. Jahrhundert, im November 2019 durch einen Brand weitgehend zerstört

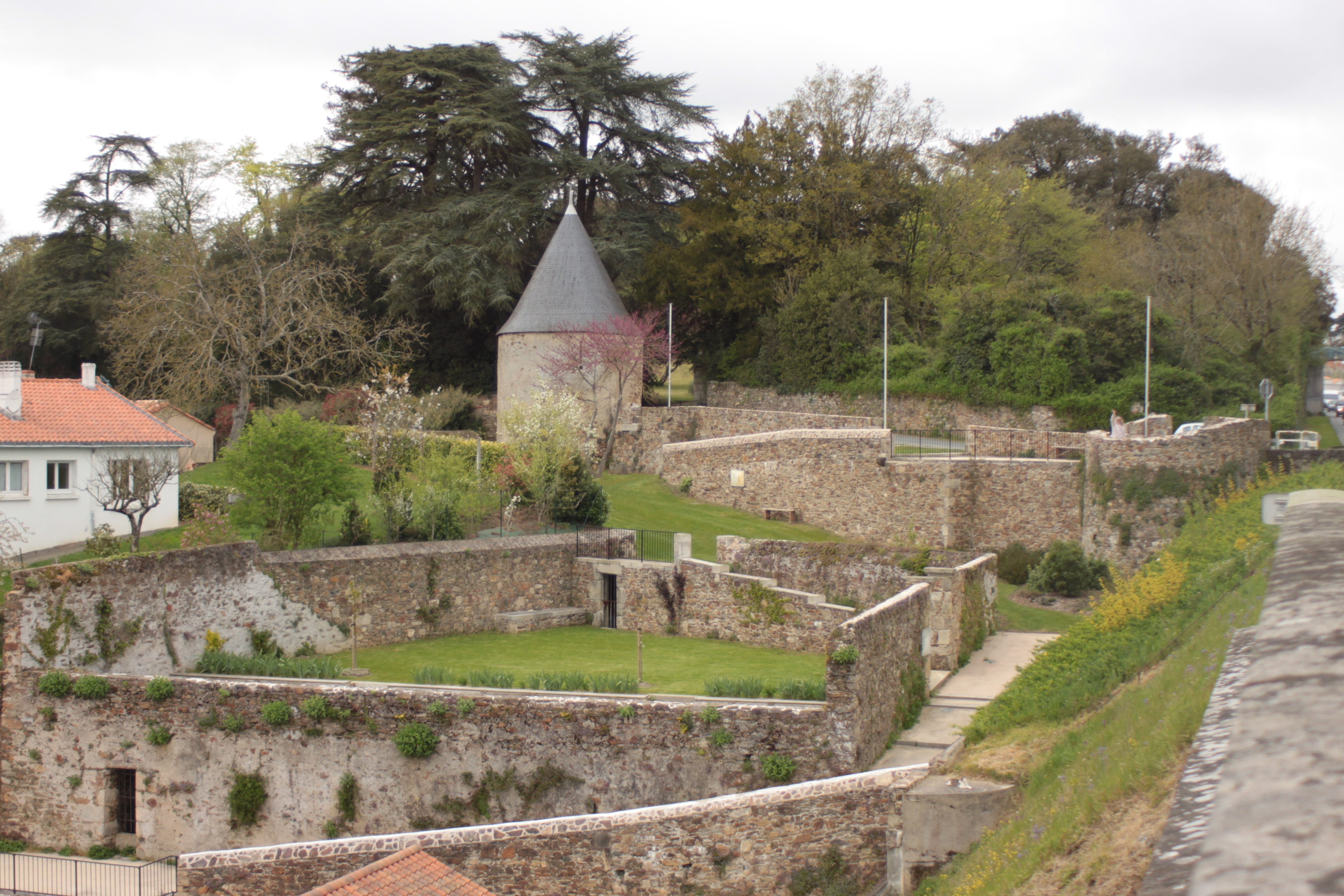
Ruinen der Burg Rocheservière
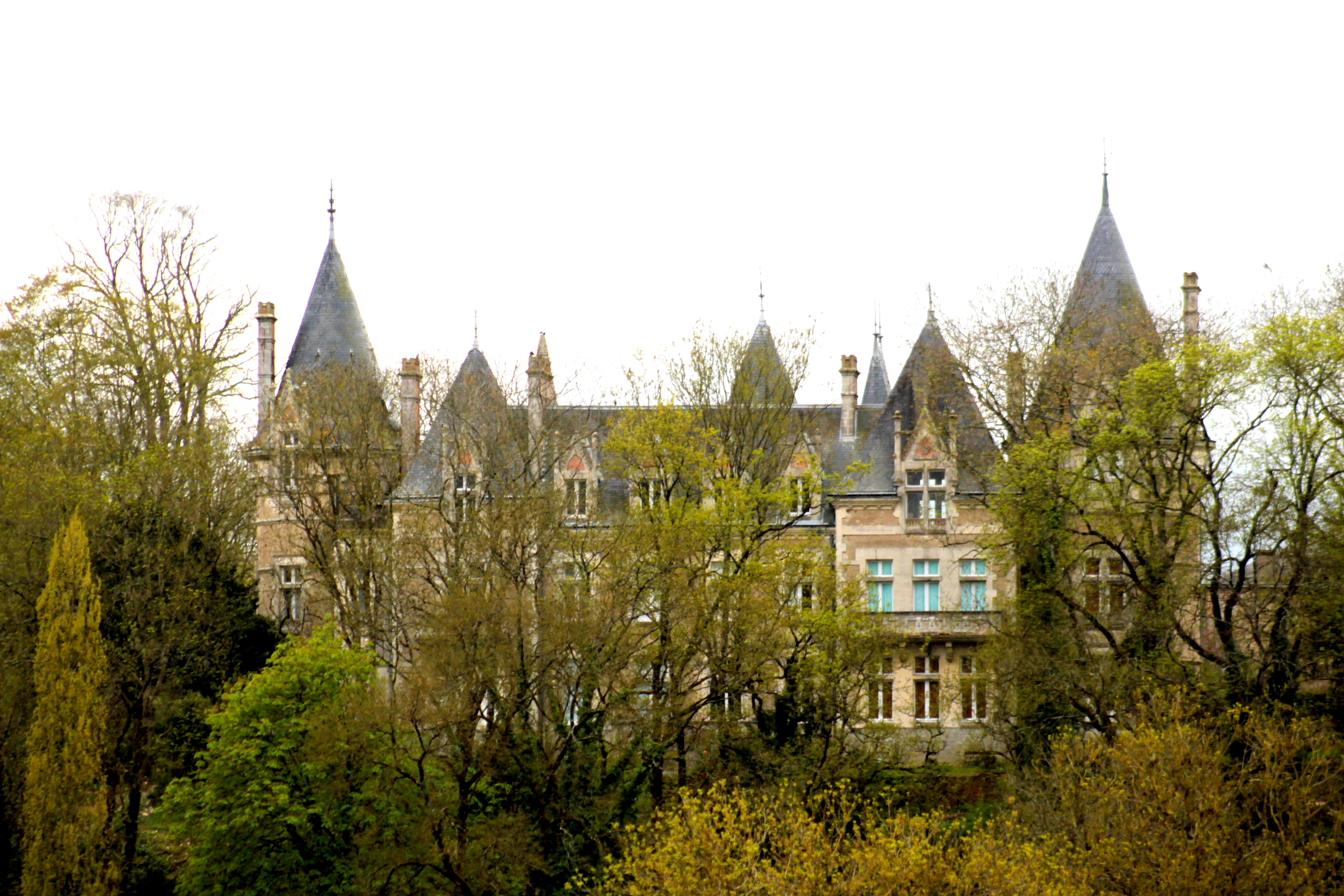
Schloss La Touche (2013)